# 36. (vojvodinska) divizija (NOVJ)
36. (vojvodinska) divizija je bila partizanska divizija, ki je delovala v sklopu NOV in POJ v Jugoslaviji med drugo svetovno vojno.
Ustanovljena je bila 3. marca 1944.

## Sestava
- 3. vojvodinska brigada
- 5. vojvodinska brigada
- 6. vojvodinska brigada